# Kägel
För den typografiska betydelsen, se Radavstånd.

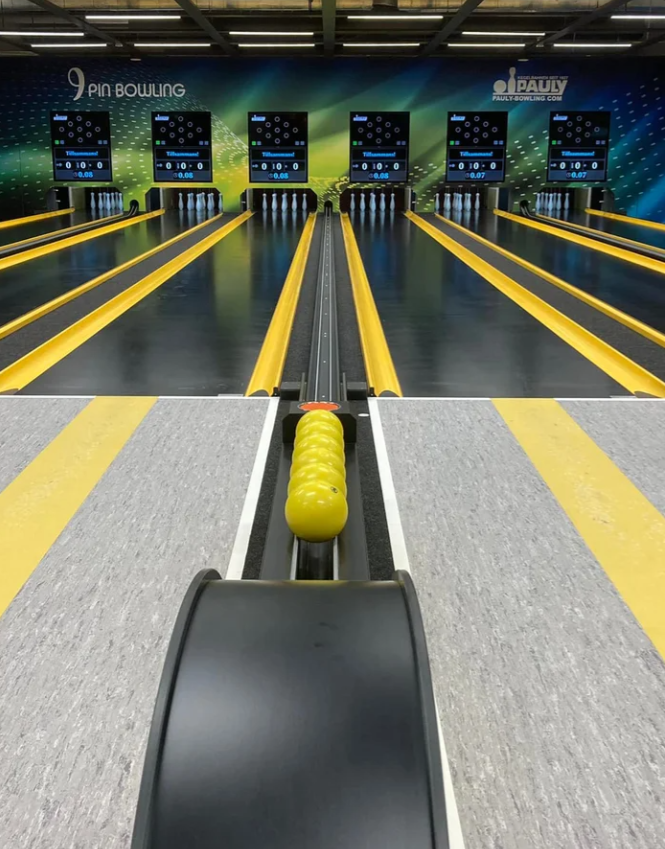
Banorna i Västerås

Kägel (internationell benämning: "Ninepin bowling") är en sport där utövaren rullar ett trä- eller plastklot över en avlång rektangulär spelyta för att träffa så många av nio uppställda käglor som möjligt. Kägelspel är en av världens äldsta sporter och anses vara föregångare till dagens bowling, boule och pärk.
Spelet påminner mycket om bowling, men det finns några skillnader. Kägelklot är mindre än bowlingklot och saknar hål för fingrarna. Antalet käglor skiljer också sporten från bowling, där tio käglor används.

## Kägelbana

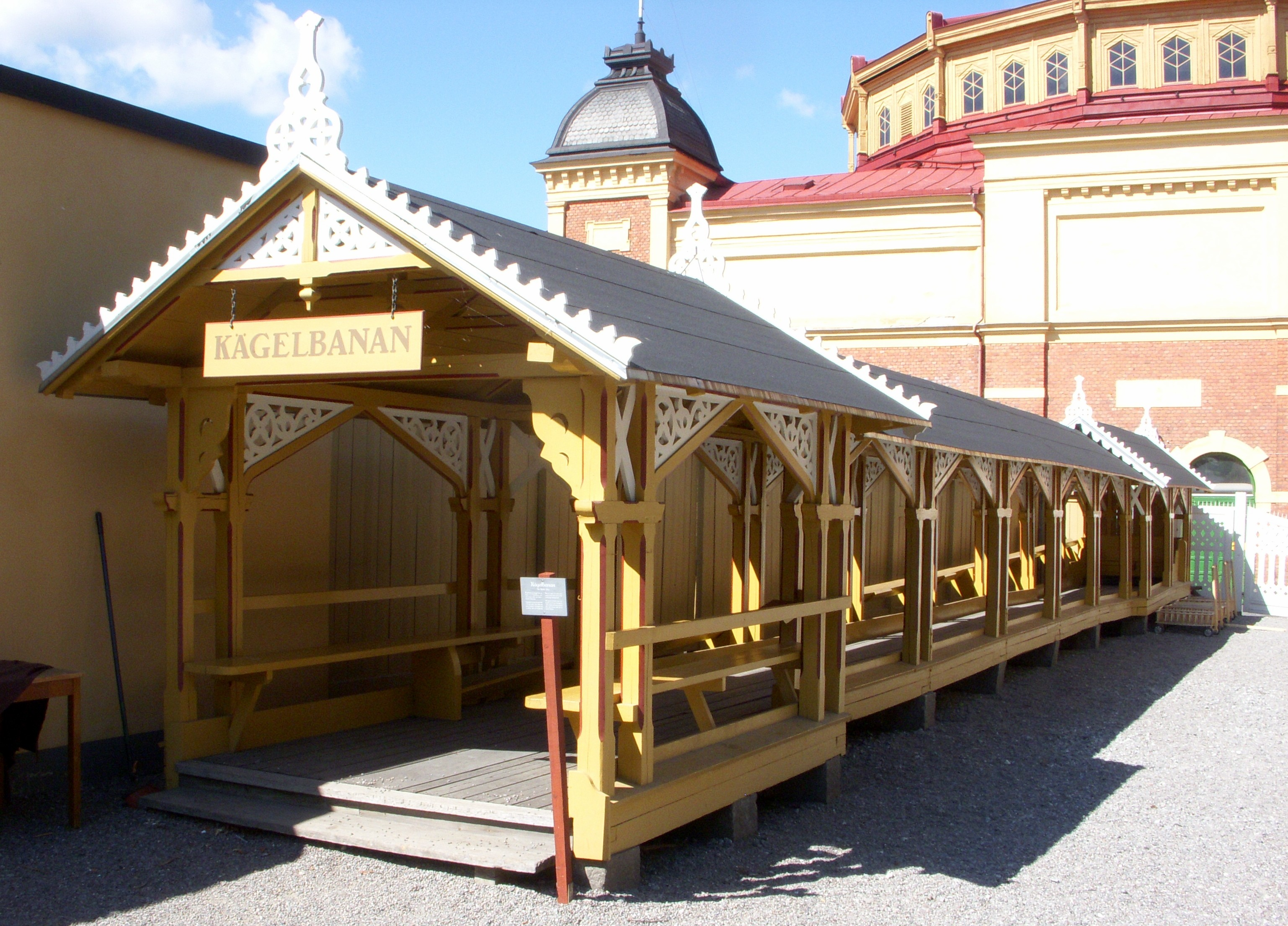
Skansens kägelbana från 1800-talets mitt.

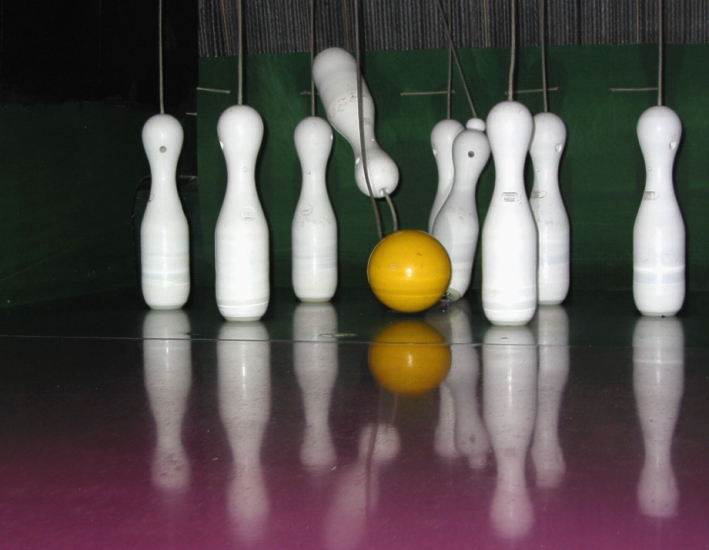
Klotet träffar flera käglor.

Kägel spelas på en kägelbana, som är en långsmal öppen byggnad, oftast byggd i trä. I Sverige var kägelbanorna som populärast kring sekelskiftet år 1900 och de var då ett vanligt inslag i herrgårds- och parkmiljöer. Från 1920-talet upphörde nästan seden att spela kägla och banorna försvann. Sverige hann dock få en världsmästare i kägel, detta var år 1904 som Martin W Lundgren från Smygehamn i Skåne tog guld i världsmästerskapen i Kaufering. Några gamla kägelbanor finns fortfarande kvar i landet och vårdas som kulturminnen. En av de äldsta bevarade banorna finns i Finspång och är byggd 1858. En av de bäst bevarade kägelbanorna finns i Dådran, Dalarna, som byggdes under 1800-talets början. Andra äldre kägelbanor finns i Skultuna, Lindesberg, Linköping, Arboga, Tollare folkhögskola, Medevi brunn, Sala (vid Måns Ols), på Garpenbergs herrgård, på Norrbyskär, på Annedals herrgård i Bispgården och på Gubbhyllan, Skansen i Stockholm, Torekällberget i Södertälje. En nybyggd kägelbana finns i Västerås sedan 2021. Kägelbanan på Tollare folkhögskola är den idag äldsta fungerande kägelbanan i världen.

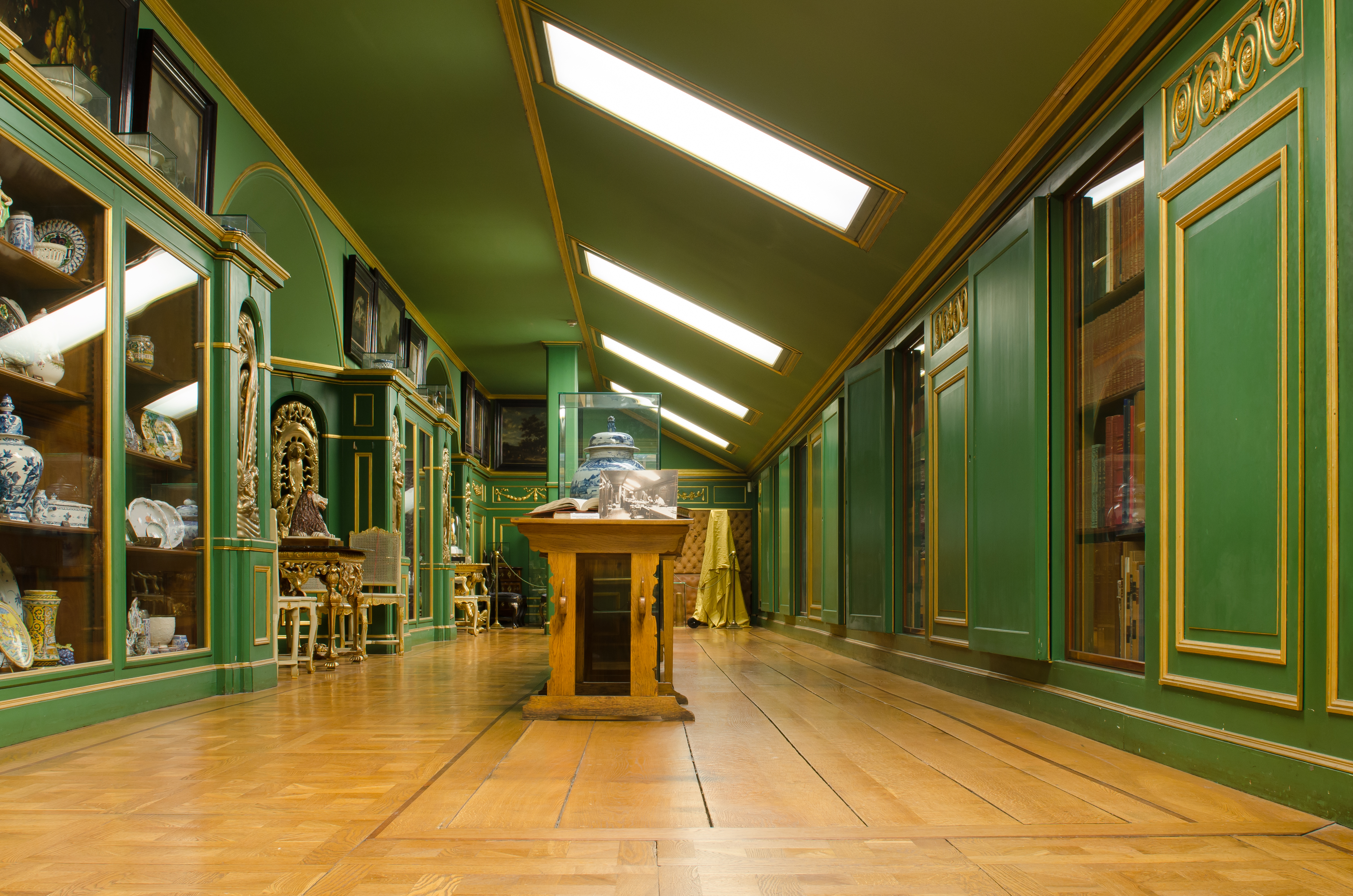
Kägelbana på Hallwylska palatsets vind.

## Svensk kägel idag
I början av 2020-talet fanns det över 200 medlemmar i svenska kägelklubbar och 100 aktiva spelare. Kägel, eller 9pin Bowling som är den nya benämningen för sporten, är störst i Västerås med en av värdens mest moderna anläggningar. Men även Finspång har en aktiv verksamhet och en bana från tidigt 2000-tal. Kägeln är en stor sport i stora delar av Europa och kan hittas på många herrgårdar i Europa och även i Sverige.

## Historia
Redan i det faraoniska Egypten spelades någon form av kägelspel, vilket visas av bilder på fresker i gravkammare. De första uppteckningarna av spelet är från 1200-talet. Under 1500- och 1600-talen var kägelspelet populärt och det sägs att det då var populärare än skytte. Troligen uppkom en modernare variant av kägelspelet i Tyskland och därefter spreds det över världen. Det är känt att det var tyska invandrare som förde sporten till Amerika där det så småningom ändrade karaktär och senare kom att kallas bowling. 
I Norden nämns kägelspel redan på 1500-talet. I slutet på 1800-talet fanns det kägelbanor på många större herrgårdar och på många bruksgårdar. Omkring år 1900 nådde spelet kulmen av sin popularitet i Sverige. Efter första världskrigets slut dalade dock intresset för sporten, varvid kägelbanorna försvann. År 2000 fanns endast ett fåtal banor kvar i Sverige, bland annat en på friluftsmuseet Skansen i Stockholm och på friluftsmuseet Torekällberget i Södertälje (sommartid öppet för provspel) och vid Måns Ols i Sala. Dessa anläggningar är utförda i trä och har ingen maskinell resning. De enda anläggningarna i Sverige med laminatbanor och maskinresning finns i Finspång och Västerås, den senare öppnades för spel i december 2021 och är en av världens mest moderna ninepinanläggningar.